# 1441

## Esdeveniments
Països Catalans
Resta del món

## Naixements
Països Catalans
Resta del món

## Necrològiques
Països Catalans
Resta del món
- 1 d'abril - Santa María la Real de Nieva, Segòvia: Blanca I de Navarra, reina de Navarra (n. 1387).[1]
- 9 de juliol - Brugge: mort del pintor Jan van Eyck.
- 12 de juliol - Japó: Ashikaga Yoshinori, 22è shogun.